# Callulops doriae
Callulops doriae är en groddjursart som beskrevs av George Albert Boulenger 1888. Callulops doriae ingår i släktet Callulops och familjen Microhylidae. IUCN kategoriserar arten globalt som livskraftig. Inga underarter finns listade.